# Фролова, Татьяна Юрьевна
Татья́на Ю́рьевна Фроло́ва (26 апреля 1966, Брянск) — советская гимнастка (спортивная гимнастика). Заслуженный мастер спорта СССР (1984).

## Биография
Родилась в Брянске. Выступала за брянскую команду «Труд».
- Чемпионка мира в командном первенстве (1983).
- Серебряный призёр чемпионата СССР в упражнениях на брусьях (1981).
- Бронзовый призёр чемпионата СССР в опорных прыжках (1983) и в вольных упражнениях (1983).
- Серебряный призёр Кубка СССР в многоборье (1981, 1984).

После завершения спортивной карьеры работает тренером по шейпингу.
Давно уже не занимается шейпингом. Вместе с семьёй эмигрировала в Канаду.